# Allan Hebo Larsen
Alan Hebo Larsen, född den 22 februari 1943, är en före detta dansk fotbollsspelare och fotbollstränare. Under karriären blev han som spelare dansk mästare två gånger. Som tränare vann han den danska cupen två gånger. I Sverige är han mest känd som tränare för Kalmar FF i allsvenskan i början av 1980-talet.

## Spelarkarriär
Som spelare var Larsen med och avancerade från fjärdedivisionen till att vinna  danska mästerskapet med Hvidovre IF 1966. Från 1969 spelade Larsen fotboll i Sverige, utöver en snabb avstickare till Österrike.

## Tränarkarriär
1985 slutade Kalmar FF under Larsen ledningen på andra plats i Allsvenskan före slutspelet, lagets bästa placering någonsin i allsvenskan. Men 1986 åkte laget ur och Larsen flyttade tillbaka till Danmark igen, där han övertog ansvaret för AGF.